# 페테르 마센 (공학자)

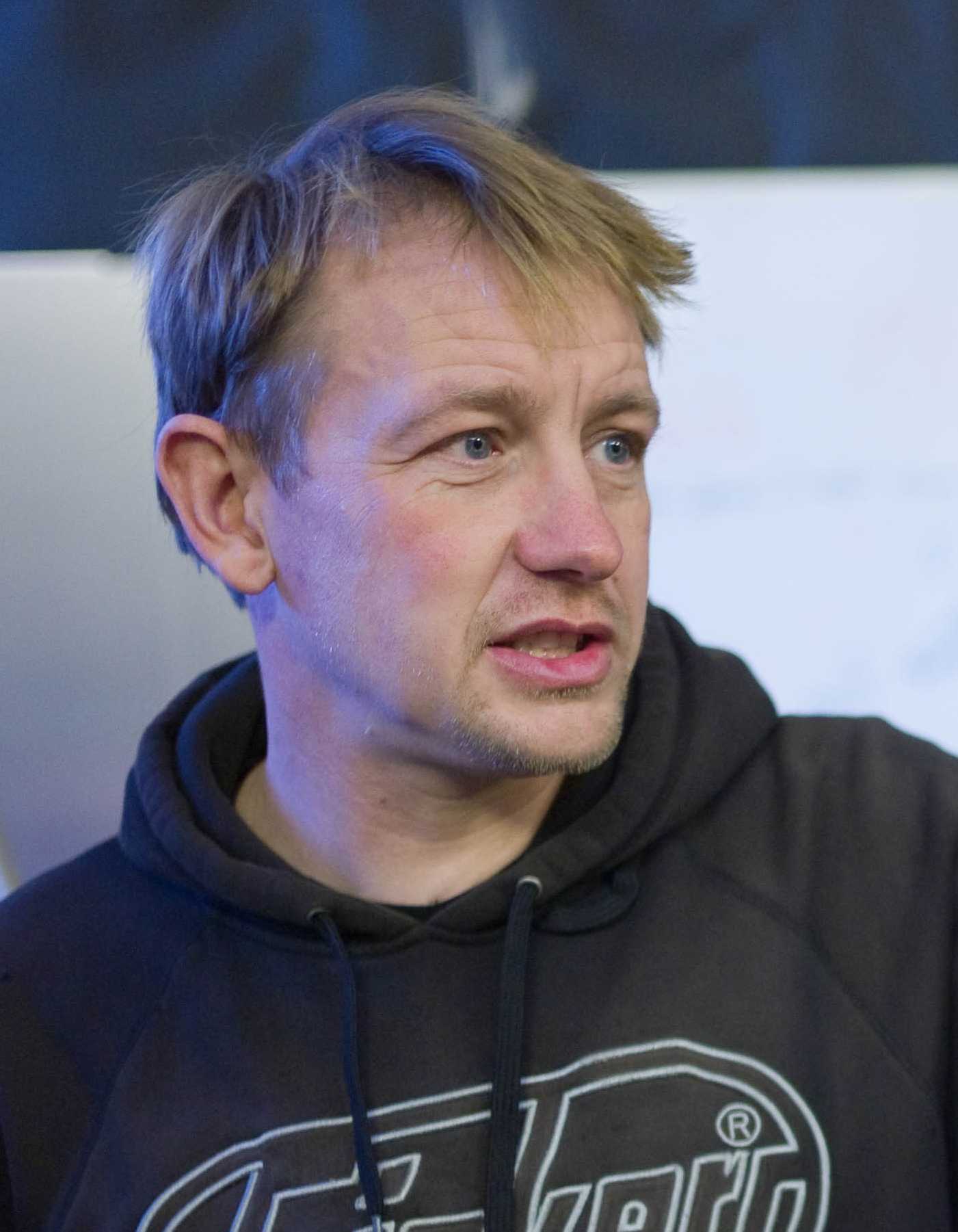
페테르 마센

페테르 랑키에르 마센(덴마크어: Peter Langkjær Madsen [peːdɐ lɑŋˀkæːɐ̯ mað̩sn̩][*], 1971년 1월 12일 ~ )은 덴마크의 항공우주공학 발명가, 잠수선 설계자, 기업인이다. 세계 유일의 유인 아마추어 우주 계획인 코펜하겐 준궤도의 공동 창업자이며, 로켓 마드슨 스페이스랩의 창업자 겸 대표 이사를 역임했다.
2017년 스웨덴 출신의 여자 언론인인 킴 발 살인 사건의 용의자로 체포되었다. 2017년 7월부터 수사가 진행되었으며 2018년 4월 25일 코펜하겐 법원으로부터 종신형을 선고받았다.